# Howell, Michigan
Howell este o localitate, municipalitate și sediul comitatului Livingston, statul Michigan, Statele Unite ale Americii.
1. ↑  Recensământul Statelor Unite ale Americii din 2010, accesat în 9 iulie 2020